# Хахабо (Ахметский муниципалитет)
Хахабо (груз. ხახაბო) — село, находящееся в Ахметском муниципалитете края Кахетия Грузии. Хахабо расположено в горном регионе Тушетия, на правом берегу Алазани, на высоте 2000 метров над уровнем моря. 

## Общие сведения
Село Хахабо расположено в исторической географической горной области Тушетия, на северо-востоке Грузии, регион представлен на включение в список Всемирного наследия ЮНЕСКО.
Через село проходит туристический маршрут Национального парка Тушетия от Омало до селения Дочу.
Путешественники 30-х годов прошлого столетия отмечали, что село Хахабо отличается от других селений региона деревянными домами, вместо традиционных, сложенных из шиферного сланца.

## Интересные факты
В Грузии существует ещё одно село Хахабо, находящееся в исторической области Хевсурети Душетского муниципалитета. По мнению некоторых исследователей, возникновение подобных параллельных топонимов, свидетельствует о путях миграций грузинских племён, происходивших в Средние века.